# Tolmatschowa-Schwestern

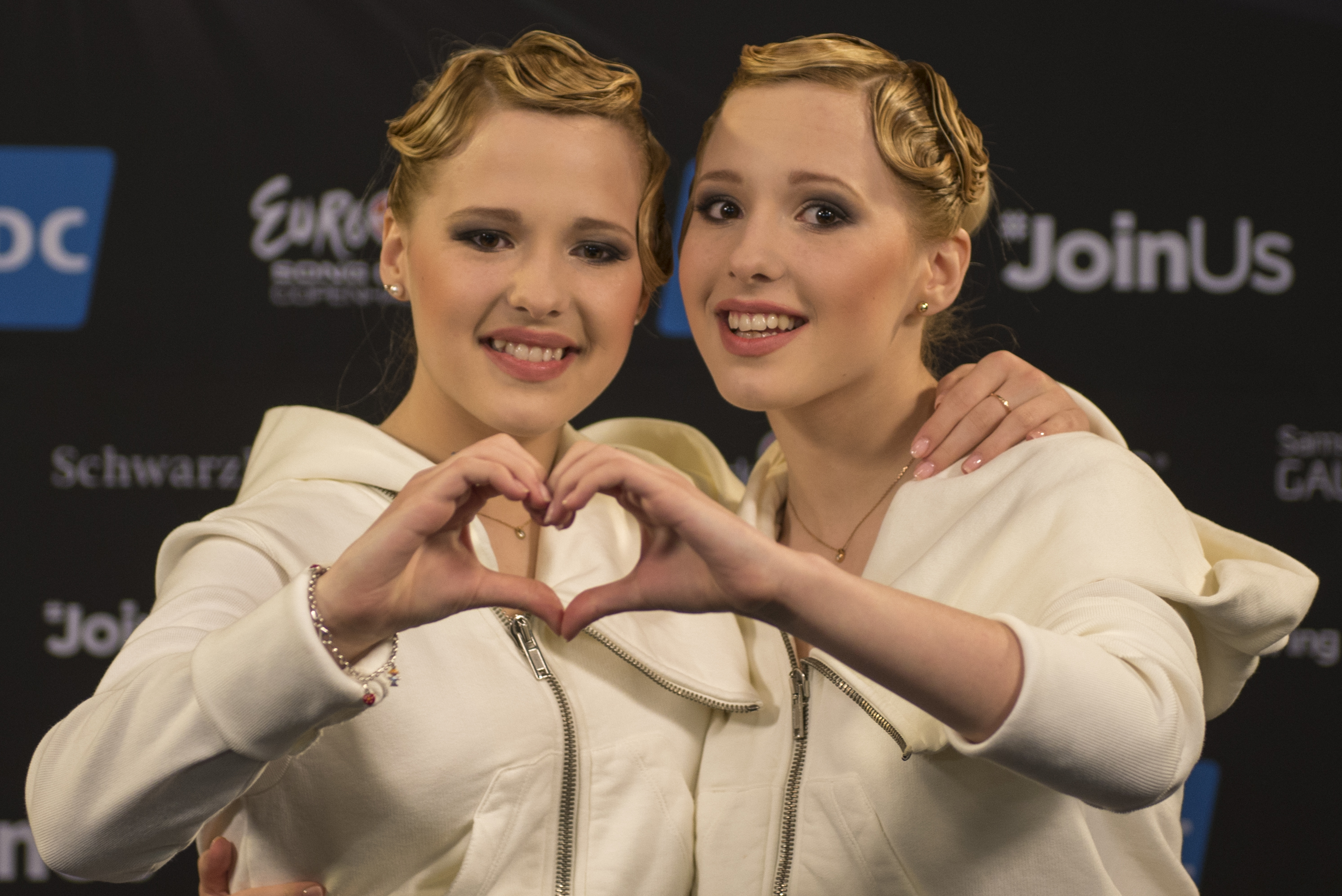
Tolmatschowa-Schwestern (2014)

Anastassija und Marija Andrejewna Tolmatschowa (russisch Анастасия и Мария Андреевна Толмачёва), bekannt als Tolmatschowa-Schwestern (russisch Сёстры Толмачёвы Sjostry Tolmatschowy, englisch Tolmachevy Sisters; * 14. Januar 1997 in Kursk) sind Sängerinnen aus Russland.

## Karriere
2006 traten sie im Alter von neun Jahren beim Junior Eurovision Song Contest 2006 (JESC) auf und erreichten mit dem Lied Wessenni Dschas (Frühlingsjazz) den ersten Platz.
Das Lied der beiden wurde von 200 anderen Liedern unter die besten 20 der nationalen Auswahl auserwählt. In der nationalen Finalshow am 4. Juni 2006 setzten sich Anastassija und Marija gegen die übrigen 20 durch und durften am 2. Dezember Russland beim JESC vertreten. Die beiden bekamen mit Abstand die meisten Punkte – mit 154 Punkten 25 mehr als das zweitplatzierte Belarus – und holten sich damit den Sieg.
Die Zwillinge veröffentlichten 2007 ihr erstes Album mit dem Namen Polowinki, welches elf Lieder enthält.
Am 13. Mai 2009 waren sie der Eröffnungsakt für das erste Semifinale des Eurovision Song Contest 2009.
Am 8. März 2014 wurde bekanntgegeben, dass sie Russland beim Eurovision Song Contest 2014 in Kopenhagen mit dem Popsong Shine vertreten. Sie sind damit nach Nevena Božović, die Serbien beim ESC 2013 in der Gruppe Moje 3 vertreten hatte, die zweiten Interpreten, die sowohl am Junior Eurovision Song Contest als auch am Erwachsenen-Wettbewerb teilnahmen. Sie konnten sich neben neun anderen Ländern für das Finale qualifizieren, dort belegten sie den siebten Platz. Im Halbfinale und im Finale erhielten sie während der Punktevergabe Buhrufe, was als Reaktion auf die völkerrechtswidrige Annexion der Krim durch Russland gewertet wurde.
Am 14. Oktober 2017 traten die Zwillinge als Interpreten am Eröffnungstag der 19. Weltfestspiele der Jugend und Studenten in Sotschi auf.